# Epip
Epip (en copto: Ⲉⲡⲓⲡ); en griego: Ἐπιφί, Epiphi, Epifi; en árabe: أبيب, Abib; y en egipcio: Ipip, Apep) es el undécimo mes de los antiguos  egipcios y del calendario copto. Comprende el período entre el 8 de julio y el 6 de agosto del calendario gregoriano. El mes de Epip es también el tercer mes de la estación de Shemu (šmw o de la cosecha) en el Antiguo Egipto, donde los egipcios recolectan sus cultivos.

## Nombre
| M17 | Q3 | M17 | Q3 |

| M17 | Q3 | M17 | Q3 |

El nombre en jeroglíficos es Ipip.
El origen del nombre del mes de Epip no está del todo claro, ya que el nombre egipcio deriva de un epónimo y se refiere a una antigua fiesta, la de Haz que la multitud tome las hoces / cuchillos / espadas / palos para Mut / Maat / Renenutet.
El determinativo es también un ideograma para la Fiesta de Mut, que a su vez está relacionada con la fiesta de la 'Unión del ojo de Re y el ojo de Horus el día de la purificación' en la luna nueva el primer día del mes de Ipet-hemet.

## Sinasario copto del mes de Epip
El sinasario del mes de Epip es el siguiente:
| Copto  | Juliano  | Gregoriano | Conmemoración |
| ------ | -------- | ---------- | --- |
| Epip 1 | Junio 25 | Julio 8    | - Martirio de Santa Febronia la asceta. - Muerte de San Biouja y San Tayaban (Banayen) el sacerdote. |
| 2      | 26       | 9          | - Muerte de San Tadeo el apóstol. - Martirio de San Benufa y San Benaben. |
| 3      | 27       | 10         | - Muerte de San Cirilo, el 24º Papa de Alejandría. - Muerte de San Celestino, obispo de Roma. |
| 4      | 28       | 11         | - Conmemoración de la transferencia de las reliquias de los santos. Apakir y Juan. |
| 5      | 29       | 12         | - Martirio de los santos Pedro y Pablo, apóstoles. |
| 6      | 30       | 13         | - Martirio de Trófimo, apóstol de Pablo. - Martirio de Santa Teodosia y sus compañeros. - San Bartolomé de Rashid. |
| 7      | Julio 1  | 14         | - Muerte de San Shenute. - Martirio de San Ignacio, obispo de Antioquía. |
| 8      | 2        | 15         | - Muerte de San Bishoi. - Martirio de San Piroou y San Atomo. - Martirio de San Balanah, el sacerdote. - Martirio de San Epimo. - Muerte de San Ciro (San Karas), hermano del emperador Teodosio. - San Marcos del monasterio de San Antonio. |
| 9      | 3        | 16         | - Martirio de San Simón Cleofás, el apóstol. - Muerte de San Celadio, 9º Papa de Alejandría. |
| 10     | 4        | 17         | - Martirio de San Teodoro, obispo de Pentápoli. - Martirio de San Teodoro, obispo de Corinto y sus compañeros. - Muerte de San Gabriel VII, 95.º Papa de Alejandría. - Conmemoración de San Olaghi, anacoreta. |
| 11     | 5        | 18         | - Martirio de los santos Juan y Simón, su primo. - Muerte de San Isaia, eremita. |
| 12     | 6        | 19         | - Conmemoración del arcángel Miguel. - Martirio de San Hor de Siriakousy (Syracaus). |
| 13     | 7        | 20         | - Muerte de San Pisencio, obispo de Qift. - Martirio de San Abamo de Tuj. - Martirio de San Shenute durante el reino árabe. |
| 14     | 8        | 21         | - Martirio de San Procopio de Jerusalén. - Muerte de San Pedro V, el 83.er Papa de Alejandría. |
| 15     | 9        | 22         | - Muerte de San Efrén de Siria. - Martirio de San Quirico y Santa Julita, su madre. - Martirio de San Oresio (Harsios). |
| 16     | 10       | 23         | - Muerte de San Juan, apóstol y evangelista. - Recuperación de las reliquias sagradas de San Jorge, príncipe de los mártires. |
| 17     | 11       | 24         | - Martirio de Santa Eufemia. |
| 18     | 12       | 25         | - Martirio de Santiago, apóstol y obispo de Jerusalén. |
| 19     | 13       | 26         | - Martirio de San Bidaba, obispo de Qift, San Andrés y San Cristódolo. - Martirio de San Pantalemón, médico. - Muerte de San Juan X, el 85.º Papa de Alejandría. |
| 20     | 14       | 27         | - Martirio de San Teodoro de Heraclea. |
| 21     | 15       | 28         | - Conmemoración de la Santa Virgen María, la madre de Dios (Theotokos) - Muerte de San Sisinnio (Sosenio), el eunuco. |
| 22     | 16       | 29         | - Martirio de San Macario, hijo de Basílides, el ministro. - Martirio de San Leoncio (Lawendius) de Trípoli. |
| 23     | 17       | 30         | - Martirio de San Longinos, el soldado. - Martirio de Santa Marina. |
| 24     | 18       | 31         | - Ascensión al cielo de Enoc. - Martirio de San Abanoub. - Muerte de San Simeón I, el 42º Papa de Alejandría. |
| 25     | 19       | Agosto 1   | - Muerte de Santa Tecla. - Martirio de San Isaac de Shama. - Martirio de Santa Hilaria de Damira. - Martirio de los santos Tecla y Mouji. - Martirio de San Antonio de Beba. - Martirio de San Abakragoun. - Martirio de San Domadio El-Souriani (el sirio). - Consagración de la iglesia de San Mercurio. - Muerte de San Palamón, el padre de los monjes. |
| 26     | 20       | 2          | - Muerte de San José, el carpintero. - Muerte de San Timoteo I, el 22º Papa de Alejandría. |
| 27     | 21       | 3          | - Consagración de la iglesia de San Fam, el soldado. - Martirio de San Abāmūn de Tarnūt. |
| 28     | 22       | 4          | - Muerte de Santa María Maddalena. - Conmemoración de San Simón el Curtidor. |
| 29     | 23       | 5          | - Conmemoración del santo evangelio, la natividad y la resurrección de Cristo. - Conmemoración de la translocación de las reliquias de San Andrés, el apóstol. |
| 30     | 24       | 6          | - Martirio de los santos Mercurio y Efrén. |